# Радина Горица
Радина Горица је насељено место у општини Крашић, Загребачка жупанија, Хрватска.

## Историја
До територијалне реорганизације у Хрватској била је у саставу старе општине Јастребарско.

## Становништво
У попису становништва из 2011. године, Радина Горица је имала 17 становника.
| Број становника према пописима | Број становника према пописима | Број становника према пописима | Број становника према пописима | Број становника према пописима | Број становника према пописима | Број становника према пописима | Број становника према пописима | Број становника према пописима | Број становника према пописима | Број становника према пописима | Број становника према пописима | Број становника према пописима | Број становника према пописима | Број становника према пописима | Број становника према пописима |
| ------------------------------ | ------------------------------ | ------------------------------ | ------------------------------ | ------------------------------ | ------------------------------ | ------------------------------ | ------------------------------ | ------------------------------ | ------------------------------ | ------------------------------ | ------------------------------ | ------------------------------ | ------------------------------ | ------------------------------ | ------------------------------ |
| 1857                           | 1869                           | 1880                           | 1890                           | 1900                           | 1910                           | 1921                           | 1931                           | 1948                           | 1953                           | 1961                           | 1971                           | 1981                           | 1991                           | 2001                           | 2011                           |
| 66                             | 77                             | 93                             | 96                             | 110                            | 103                            | 99                             | 105                            | 89                             | 93                             | 90                             | 76                             | 59                             | 39                             | 25                             | 17                             |